# ドイチュランツベルク
ドイチュランツベルク (独: Deutschlandsberg [ˈdɔʏtʃlantsbɛʁk] ( 音声ファイル)) は、オーストリアの都市。シュタイアーマルク州に属し、州都のグラーツの南方に位置する。同名のドイチュランツベルク郡の郡庁が置かれ、人口は約1万2千人（2019年）。スロベニア国境に程近く、スラブ語話者の住むスロベニアの Podčetrtek（ポッチェトルテク） のドイツ語名 Windisch Landsberg（ヴィンディッシュ・ランツベルク＝スラブ語のランツベルク）と区別するために「ドイツ語の」と Deutsch ドイチュがついた。Landsberg ランツベルクのランツはその地方のスラブ語 lonce ロンツェ（湿地の牧草地・野原）に由来するといわれる。街のはずれに中世に築かれたドイチュランツベルク城が残る。また、付近にはリヒテンシュタインの先代君主フランツ・ヨーゼフ2世が誕生したフラウエンタール城もある。

## 交通
グラーツからGKB鉄道で約45分。一時間に一本の運行。グラーツからは自動車による移動が便利である。